# Ivan Balović
Ivan Balović (Zuane Balovich) (1680. - ?), bio je pomorski časnik.

## Životopis
Rođen u hrvatskoj patricijskoj obitelji iz Perasta Balovićima.  Sin Matije, brat Julija, Krsta, Tripa, Marka i Martina.
Život je nastavio u Mlecima. Nastanio se u ulici Corte delle Colonne, poznatoj po hrvatskim useljenicima.
Sudionik mletačko-turskog rata 1714. – 1718. godine. Bio je kapetan korvete S. Pietro Apostolo i S. Anna (1736.). 1728. godine stekao je odlikovanje i naslov Milite, Cavaliere Aurato e Conte del Sacro Palazzo Latterano, a pravo na naslov imala su ostala braća i članovi obitelji.